# 宋该
宋該，字弘宣，又作宣弘，《十六国春秋》作宋諺。五胡十六国時代前燕官员，平原郡人。
为躲避永嘉之乱，他与同郡劉翔、杜群一起归顺都督幽州諸軍事王浚，但最终放弃王浚，投靠段部。后来，宋該认为段部主君也有不足，就带着流民，归顺了慕容部首領慕容廆。建興元年（313年）四月，作为慕容廆幕僚，被任命为龍驤主簿。
大兴二年（319年）十二月，慕容廆在遼東自立，击败東夷校尉崔毖，试图任用有名望的高瞻，但高瞻称病不应。宋該与高瞻关系不睦，他力劝慕容廆惩罚高瞻。慕容廆没有答应，但高瞻却对此忧心忡忡，最终郁郁而死。
宋該提出将討伐崔毖的战果报告东晋朝廷，慕容廆同意。宋該作为正使，与副使裴嶷带着从宇文部缴获的玉玺，一起前往江东。
咸和六年（331年），宋該与僚属商议认为，慕容氏在边陲一隅建立功业，职位卑微，责任重大，等秩未加区别，不足以镇摄华夷，应当上表请求提升慕容廆的官爵。请求封慕容廆为燕王，摄行大将军事。慕容廆同意，让群臣商议此事，大家都同意。于是派東夷校尉封抽向东晋朝廷奏请封慕容廆为燕王，但东晋没有批准。
咸康三年（337年）九月，慕容皝即将称燕王，宋該召集群臣到承乾殿。宋該被任命为常伯，成为列卿中的一员。后宋該被任命为右長史，又任辽东内史。
永和三年（347年）十月，慕容皝在承乾殿举行的宴会，宋該受赠布匹百余匹。他想亲自把它带回家，但因为太重，于是当场摔倒，让他非常羞恥。
宋該性格贪婪。他接受了侍郎韓偏的贿赂，便推荐他为孝廉。慕容皝认为，孝廉指一个人品行端正、沉着聪明，因此而得到朝廷的推荐。韩偏帮助叛徒迷固有罪，宋该应将其身交付官吏，服刑四年。韩偏因行贿求得晋升、扰乱法律而被免官，终身禁固。
記室参軍封裕斥责慕容皝酷政时，提到了宋該，说「右長史宋該阿媚奉承，苟且安身，轻率地弹劾直谏之士。自己没有脊骨，却嫉妒别人，遮掩殿下耳目，是最严重的不忠。」